# Menahem ben Saruq
Menahem ben Saruq, poeta hebreo que nació en Tortosa (por entonces Turtusha) en fecha indeterminada entre el año 910 y el 920. No se sabe nada sobre su educación, posiblemente fuera autodidacta. En el año 959 aparece en Córdoba, al servicio de la familia ben Saprut. Su primer protector, seguramente en Jaén, será Yishaq ibn Ezrá ibn Shaprut, padre de Hasdai ibn Shaprut, famoso mecenas. Menahem hará de secretario y de poeta de la familia.
A la muerte de Yishaq, Menahem continúa con su función bajo su hijo, ya en Córdoba, escribiendo numerosas cartas de carácter diplomático, las cuales envía Hasdai a los notables de su tiempo; entre ellas destaca la enviada en el año 954 a José, rey de los Jázaros, o las enviadas a la emperatriz Elena Lecapena de Bizancio.[cita requerida]
Menahem escribe el Mahberet, diccionario de raíces hebreas, el cual es duramente criticado por Dunas ben Labrat; estas y otras circunstancias le hacen perder el favor de su protector Hasdai ibn Shaprut.
Comienza posteriormente una etapa dura para Menahem ben Saruq, el cual es golpeado en presencia del Hasdai viendo luego cómo su casa es destruida un día de fiesta solemne. Menahem cree ser tratado injustamente por Hasdai, al cual escribe una sentida carta, pero no parece surtir ningún efecto. Parece que no volvió a recuperar su puesto no sabiéndose nada sobre su vida posterior y fecha de su muerte.
El estilo de Menahem como poeta no representa grandes novedades, en lo referente a la forma, respecto a la poesía litúrgica anterior, aunque la lengua utilizada es sobre todo la bíblica. Tampoco se aprecian influencias de la literatura árabe del entorno. Se está en los inicios del renacimiento del hebreo clásico, así como de la poesía secular.